# إيملي باتريسيا جيبسون
إيملي باتريسيا جيبسون (بالإنجليزية: Emily Patricia Gibson)‏ هي نسوية ‏ نيوزيلندية، ولدت في 1864، وتوفيت في 24 أبريل 1947.